# Nicole & Hugo
Nicole & Hugo foram um duo belga conhecido por representar o seu país, a Bélgica no Festival Eurovisão da Canção 1973, composto por Nicole Josy (nascida Nicole Van Palm, Wemmel, Bélgica, 21 de outubro de 1946 - 4 de novembro de 2022) e o seu marido Hugo Sigal (nascido Hugo Verbraeken, Kinshasa, Congo Belga (atual República Democrática do Congo, 10 de novembro de 1947).

## Início
Nicole & Hugo conheceram-se em 1970, tendo contraído matrimónio em 1 de dezembro de 1971, em Wemmel.

## Festival Eurovisão da Canção
A final nacional belga para o Festival Eurovisão da Canção 1971 foi ganha pelo duo Nicole & Hugo, com a canção "Goiemorgen, morgen". Mas, menos de uma semana antes do certame, Nicole adoeceu com icterícia e o duo teve que se retirar. Ao último minuto, a VRT (televisão pública da Flandres pediu a Lily Castel e a Jacques Raymond para serem os substituírem. Jacques Raymond era já um conhecido cantor, tendo participado no Festival Eurovisão da Canção 1963. Apesar dos esforços, terminaram a competição em 14º lugar entre 18 participantes.
Nicole & Hugo voltaram a ganhar a final nacional belga em 1973, com a canção "Baby, Baby". Apesar de ter sido um êxito na Flandres, a canção ficou em 17º e último lugar no certame europeu. Apesar da fraca classificação é considerada uma canção de culto entre alguns entusiastas do Festival Eurovisão da Canção. Muito deste entusiasmo deve-se aos originais (para a época) fatos de treino cor de púrpura vestidos pelos intérpretes e os movimentos de dança pouco comuns, não fora isso cairia no esquecimento, porque a qualidade da canção não ultrapassa a mediania.

## Carreira posterior
Em 1974, participaram no World Popular Song Festival, realizado em Tóquio, Japão, tendo conseguido o 2º lugar com "With the summer". Receberam também o prémio de melhor composição. Durante a década de 1970 fizeram várias tournée internacionais, incluindo em 1984, onde fizeram uma tournée mundial em cruzeiros
Em 20 de outubro de 1990, foram premiados com a medalha da Sociedade Belga de Autores, Compositores e Editores, a SABAM pelas suas contribuições pela indústria musical da Flandres.
Em 2004, participaram na final nacional belga para o Festival Eurovisão da Canção 2004, com a canção"Love is all around", ficando em 2º lugar na primeira ronda.
Em 2005, foram convidados do Congratulations: 50 Anos do Festival Eurovisão da Canção, atuando com os trajes usados em 1973 e cantando uma versão curta de "Baby, Baby".
Em 2008, o duo lançou o álbum "Eeuwig Geluk", com maior parte dos temas escritos pelo cantautor Hans Lambrechts.
Ao longo dos últimos anos têm gravado vários discos e aparecido em vários programas de televisão.

## Morte de Nicole
Nicole morreu aos 76 anos em 4 de novembro de 2022.

## Discografia

### Álbuns
- 1971 - Nicole Josy- Hugo Sigal
- 1972 - Nicole Josy & Hugo Sigal
- 1974 - Nicole & Hugo
- 1977 - Nicole En Hugo
- 1991 - We Together
- 1991 - True Love
- 1995 - Home And Away
- 2005 - Het beste uit 35 jaar
- 2008 - Eeuwig Geluk
- 2009 - Hier In Mijn Hart
- 2010 - Niet Te Geloven
- 2012 - Bedankt Vlaanderen
- 2014 - Muziek Is Ons Leven
- 2014 - Voor het doek valt - het allerbeste van Nicole & Hugo

### Singles
- 1971 - "Goeiemorgen, morgen"
- 1973 - "Baby, Baby"
- 2004 - "Love is all around"
- 2005 - "Ik denk aan jou"
- 2005 - "Verliefd"
- 2008 - "Pastorale"
- 2009 - "Hier in mijn hart"
- 2011 - "Schietgebed"
- 2012 - "Vuurwerk"
- 2012 - "Goeiemorgen morgen 2012"
- 2012 - "Dans de wereld rond"
- 2013 - "Hier in mijn Vlaamse land"
- 2013 - "Blijf bij mij"
- 2014 - "Hou van mij"
- 2014 - "Muziek is ons leven"
- 2017 - "Alles Komt terug"